# Salembaran
Salembaran is een bestuurslaag in het regentschap Tangerang van de provincie Banten, Indonesië. Salembaran telt 16.832 inwoners (volkstelling 2010).